# 钱春绮
钱春绮（1921年12月7日—2010年2月3日），江苏泰县（今泰州市）人，中國文学翻译家。1946年毕业于上海东南医学院，先后在上海市多家医院处从医。1960年开始弃医专事文学翻译工作，历任中国德语文学研究会理事、中国翻译工作者协会第二届理事。著名译作有歌德诗剧《浮士德》、《歌德诗集》、海涅《诗歌集》，波德莱尔《恶之花》等。荣获中国作家协会颁发的鲁迅文学奖“1995－1996年全国优秀文学翻译彩虹奖荣誉奖”，2001年被中国翻译工作者协会授予“资深翻译家”荣誉称号。

## 生平
1921年出生泰州，父亲为卖香商贩，从小入私塾诵读四书五经。
1934年，哥哥接其至上海私立万竹小学就读，后考入江苏省立上海中学。一年后上海沦陷转至省立扬州中学读书，数月后战事扩大，原省扬中的老师在泰州泰山公园复学，又迁至泰州读书。当时在泰州《战报》上常常发表以抗日为题材的文章。
后患病，再被哥哥接至上海养病。病好后于1940年进入上海东南医学院学习西医，1946年毕业。
毕业后先在中美医院（现长征医院）皮肤科工作，同济医院接管中美医院后把钱春绮从他感兴趣的皮肤科调到了耳鼻喉科。后钱春绮在上海市立第四医院、上海卢湾区医院、上海静安医院等几处转院希望能回到皮肤科工作，最后辞职在私人医院兼职。最多的时候甚至一天要辗转三家医院。这一时期业余从事德语著作翻译，并在学校学习的德、日语外还自学了英语、法语、俄语。
中华人民共和国建国早期，只有北京的人民文学出版社和上海的新文艺出版社（现上海译文出版社）接受译稿并出版，钱春绮第一次将翻译的海涅的诗投稿到人民文学出版社。后虽未用稿，但出版社来信请其翻译席勒的《威廉·退尔》,于是在1956年7月出版了第一部译作。与苏联类似，当时在中国大陆从艺术工作收入较高，当时《威廉·退尔》的稿费是4000块，之后的海涅诗集有8000块。
1960年辞去医职，专职从事文译工作。
文革期间，因出版社停止正常运作投的译稿未再出版，而钱春绮个人收藏的一万多册外文书籍被工宣队收缴处理，歌德的《浮士德》和海涅的《意大利游记》等在译手稿被抄走，其翻译工作停止。
改革开放后，早前投交到出版社的译稿开始出版发行且发行量都很大，比如《歌德抒情诗选》，累计印数达到了50万册，《歌德诗集》在当时印数有30万册，而后不断重印。后来还翻译了曾被苏联批判为反动哲学家的尼采诗歌，由漓江出版社出版，售卖了近20万册。
1983年写的一首十四行诗《长城》，表达了他希望中国和自己都能有腾飞的愿景：

细缚过你的锁链早碎了，如今，
你早已获得自由，一身很轻松，
你想不想也腾飞一下，啊，卧龙?

1995年，上海文史馆聘请钱春绮为职员。
2010年2月3日23点26分，这位译著等身的翻译家，在上海市徐汇区中心医院病逝，享年89岁。

## 翻译感触
在接受采访时回答如何翻译好外文，钱春绮如下回答：

搞翻译的，中文底子这一点很要紧，而现在的主要问题，恰恰是中文底子不够。像我从小在乡下读私塾，那时候线装本的古书，特别是《左传》，背得滚瓜烂熟啊，这个对我之后从事文字工作就有很大好处了。现在的人呢，文言文不读了，文言文不读，白话文他也好不到哪儿去。所以我就有这么一个感慨，搞翻译，要有中文的底子加外文的底子。中文底子中，要有文言文的底子；外文底子中，就像我刚才说的，要有多种外文的底子。 

## 评价
钱春绮从事译文工作兢兢业业，常在诗文里做注释进行推敲，甚至有为了译好十四行诗，自己亲身创作了数百首十四行诗，从而掌握了诸多变体和押韵式。钱春绮后来荣获中国作家协会颁发的鲁迅文学奖“1995－1996年全国优秀文学翻译彩虹奖荣誉奖”，在2001年被中国翻译工作者协会授予“资深翻译家”荣誉称号，在2003年2月被上海翻译家协会授予“中国资深翻译家”称号。
在中国译界，其名多次被和其他著名翻译家朱生豪及绿原同提，其译作也被认为是德国文艺翻译的佼佼者以及译界之巨擘。知名中外文学学者路文彬曾经评价“莎士比亚非朱生豪不可，歌德除钱春绮不行”（《翻译思考录》，许钧主编，湖北教育出版社，1998年）。中国著名翻译学家傅惟慈也认为：一北一南的绿原先生和钱春绮先生是中国译界德国诗歌的两大巨擘。
著名诗人、学者、翻译家冯至甚至在他去世前曾于病榻上撰文《肃然起敬》，感慨译界三人：朱生豪、绿原和钱春绮，其中对钱春绮有如下评价和感慨：
“由于翻译德语诗歌，我还想到钱春绮。远在五十年代，钱春绮就不断翻译德语诗结集出版。他本来是一个医生，在上海某医院工作。为了能有更多的时间学习多种外语，钻研翻译技巧，他放弃了医生的职务，这在当时是很少有的行动。文化大革命时期，他的书不能出版，经济来源断绝，只靠他的夫人微薄的工资维持生活，还备受凌辱，但他的意志从未动摇，十一届三中全会后，他的译著得以陆续出版，而且译的不仅是德语诗名著，还有法语诗中难度很大的作品，如波特莱尔的《恶之花》及《巴黎的忧郁》，译者还为此撰写了一篇内容相当丰富的序言。我对于这位不管外边的气候如何变化，而几十年如一日的孜孜不息的翻译家肃然起敬。”“以上三人，有的与我素不相识，而且早巳作古，有的是常常见面的朋友，有的只有二面之缘，他们所处的环境不同，成就各异，我把他们联想在一起表示敬意，是由于钦佩他们对事业的忠诚，以及能担受生活的苦寂和人间的任何磨难。 ”

## 部分著作

### 医学
《简明小儿耳鼻咽喉病学》、《组织疗法概说》、《喉结核及其化学疗法》、《中耳炎》、《小儿脑膜炎》、《白喉的诊疗和预防》、《睡眠疗法》、《无痛分娩法》

### 文艺翻译
席勒诗剧《威廉·退尔》，海涅《诗歌集》、《新诗集》、《罗曼采罗》，德国中古史诗《尼伯龙根之歌》、《德意志民主共和国诗选》、《德国诗选》海涅诗集《阿塔·特罗尔》、《歌德抒情诗选》、《歌德叙事诗集》、《歌德诗集》、歌德诗剧《浮士德》、《席勒诗选》、《歌德戏剧集》、《德国浪漫主义诗人抒情诗选》、《海涅抒情诗选集》、波德莱尔诗集《恶之花 巴黎的忧郁》、《尼采诗选》、《施托姆抒情诗选》、《法国名诗人抒情诗选》、《黑塞抒情诗选》、《歌德抒情诗新选》、《海涅诗集》、《海涅散文选》、《尼采散文选》、《席勒戏剧诗歌》、《茨威格散文选》、《里尔克散文选》、《瓦莱里散文选》、《拉封丹寓言全集》，歌德小说《赫尔曼和多罗泰》以及尼采哲学著作《查拉图斯特拉如是说》等

## 外链延伸
- 温州读书报：钱春绮和《海涅诗歌精选》[]
- 龙源期刊网：专访翻译家钱春绮：冷兵器时代的博学 《诗歌月刊》 2009年第3期[永久]